# Auslandsseelsorge
Die Auslandsseelsorge für deutschsprachige Christen wird von den Kirchen betrieben, sie dient der seelsorgerischen und sozialen Betreuung der Kirchenmitglieder, die im Ausland leben. Sie wird von den Auslandsgemeinden in der jeweiligen Muttersprache geleitet und von einem muttersprachlichen Priester betreut. Neben den ansässigen migrierten Gläubigen betreuen die Einrichtungen der Auslandsseelsorge und des Auslandsdienstes im Ausland auch Reisende, Langzeiturlauber, Berufstätige und Pilger. In Deutschland unterhalten die Evangelische Kirche in Deutschland (EKD) und die Deutsche Bischofskonferenz (dbk), neben anderen Religionsgemeinschaften, deutschsprachige Auslandsgemeinden.

## Auslandsarbeit der EKD
Die Auslandsarbeit und die damit verbundene Auslandsseelsorge der Evangelischen Kirche in Deutschland blicken auf eine lange Tradition zurück. Die Ursprünge lassen sich teilweise bis in die Reformationszeit zurückverfolgen. Auch hier waren die deutschen Einwanderer in fremden Ländern die Impulsgeber, mit dem Aufbau ihrer Kirchengemeinden begannen beispielsweise die evangelisch-protestantischen Christen in Südamerika und Südafrika mit deutschsprachigen Gottesdiensten. Die formale Bindung zur Heimatkirche in Deutschland entwickelte sich in der Mitte des 19. Jahrhunderts mit der Auslandsdiasporafürsorge, die zu einem großen und gemeinsamen Arbeitsfeld der evangelischen Landeskirchen in Deutschland wurde.
Nach 1945 übernahm die gegründete EKD die Hauptverantwortung für die deutschsprachige Predigt und Seelsorge im Ausland. Sie legte in ihrer Grundordnung – unter dem Begriff „Auslandsarbeit“ – fest: „Die EKD fördert den Dienst an evangelischen Christen deutscher Sprache oder Herkunft im Ausland in partnerschaftlicher Zusammenarbeit mit deren Kirchen und Gemeinden oder nimmt diesen Dienst in Gemeinschaft mit anderen Kirchen wahr.“ (Grundsatzordnung Artikel 17, Absatz 3) Die Evangelischen Kirchengemeinden im Ausland existieren heute in beinahe allen Hauptstädten, Kultur- und Handelsmetropolen der Welt. In ihnen tun derzeit etwa 135 durch die EKD entsandte Pfarrer und Pfarrerinnen Dienst.
Derzeitige Auslandsbischöfin ist Petra Bosse-Huber, sie leitet seit 2014 die Hauptabteilung IV Ökumene und Auslandsarbeit im Kirchenamt der EKD in Hannover. Die EKD betreut 140 deutschsprachige Gemeinden und Partnerkirchen in fast allen Ländern der Welt und feiert deutschsprachige evangelische Urlaubsgottesdienste im europäischen Ausland.

## Auslandsseelsorge der Römisch-katholischen Kirche
Auf dem Vierten Laterankonzil von 1215, unter Papst Innozenz III. (1198–1216), beschlossen die Bischöfe eine Regelung für öffentliche Gottesdienste an Orten mit sprachgemischter Bevölkerung, die unterschiedliche Riten anwenden. In Deutschland wurde beim 21. Katholikentag (10. bis 14. September 1871) in Mainz das Raphaels-Werk Dienst am Menschen unterwegs gegründet. Er berät und begleitet Auswanderer, Auslandstätige, Flüchtlinge, binationale Paare und Rückkehrer. In Italien war es Giovanni Battista Scalabrini, der 1887 in Piacenza die Ordensgemeinschaft „Congregatio Scalabriniana“ gründete, welche die Betreuung der nach Amerika emigrierten Italiener in seelsorgerischer und caritativer Hinsicht übernahm. Im Jahre 1880 gründete Franziska Xaviera Cabrini den Orden der „Missionsschwestern vom Heiligsten Herzen“. Auf Veranlassung von Papst Leo XIII. wanderte sie 1888 in die Vereinigten Staaten von Amerika aus, um dort karitative und religiöse Arbeiten unter den italienischstämmigen Immigranten zu organisieren.
Papst Pius X. (1903–1914) richtete 1912 in der früheren Konsistorialkongregation, dem jetzigen Dikasterium für die Bischöfe, eine Sektion für die Auslandsseelsorge ein. Den nächsten und wichtigsten Schritt unternahm Papst Pius XII. (1939–1958) im Jahr 1952 mit der Apostolischen Konstitution Exsul familia, in der er die seelsorgerische Betreuung der Emigranten, Vertriebenen und Flüchtlinge durch Priester ihrer Heimatsprache zur Pflicht machte.

## Das Katholische Auslandssekretariat der dbk
Für die deutschsprachigen katholischen Christen ist das Katholische Auslandssekretariat der Deutschen Bischofskonferenz zuständig. Als ihren Auftrag beschreibt das Sekretariat: „Es hat die Aufgabe, Seelsorge für deutschsprachige Katholiken anzubieten, die aus den unterschiedlichsten Gründen im Ausland leben, manchmal nur Wochen, manchmal auf Dauer. Neben der Feier der Sakramente spielt dabei die Möglichkeit, den eigenen Glauben im Ausland in der Muttersprache leben zu können, eine wichtige Rolle“. Das von den deutschen Bischöfen 1921 errichtete Auslandssekretariat hatte bis 1954 seinen Sitz in Frankfurt und wechselte dann nach Bonn. Bei der sogenannten ökumenischen Metropolenseelsorge arbeiten die dbk und die EKD zusammen.
Organisatorisch ist das Katholische Auslandssekretariat der Migrationskommission der Deutschen Bischofskonferenz unter dem Vorsitz von Erzbischof Stefan Heße eingeordnet. Zum Beauftragten der Deutschen Bischofskonferenz für die Auslandsseelsorge wurde 2016 Weihbischof Matthias König ernannt,  Leiter des Auslandssekretariats ist Peter Lang.